# Horntown (Oklahoma)
Horntown es un pueblo del condado de Hughes, Oklahoma, Estados Unidos. Tiene una población estimada, a mediados de 2021, de 93 habitantes.

## Geografía
Está ubicado en las coordenadas 35°5′1″N 96°14′15″O / 35.08361, -96.23750 (35.083603, -96.23759).

## Demografía
Según la Oficina del Censo, en 2000 los ingresos medios de los hogares eran de $36,250 y los ingresos medios de las familias eran de $54,583. Los hombres tenían ingresos medios por $29,167 frente a los $22,500 que percibían las mujeres. Los ingresos per cápita eran de $16,802. Alrededor del 6.9% de la población estaba por debajo del umbral de pobreza.
De acuerdo con la estimación 2017-2021 de la Oficina del Censo, los ingresos medios de los hogares son de $56,875 y los ingresos medios de las familias son de $63,125. Alrededor del 0.7% de la población está por debajo del umbral de pobreza.